# Le Retour du hooligan : une vie
Le Retour du hooligan : une vie (Întoarcerea huliganului) est un roman roumain de Norman Manea publié originellement en 2003.
La traduction française, signée Nicolas Véron, paraît le 24 août 2006 aux éditions du Seuil. Le roman reçoit la même année le prix Médicis étranger.

## Éditions
- Paris, éditions du Seuil, coll. « Fiction & Co », 2006  (ISBN 2-02-083296-8)
- Paris, Points, coll. « Points » no P1748, 2007  (ISBN 978-2-7578-0523-7)